# Hans Waloschek
Hans Waloschek (* 13. Juli 1899 in Wien; † 28. Oktober 1985 ebenda; vollständiger Name: Johann Karl Waloschek) war ein österreichischer Architekt und Vertreter des Neuen Bauens und der Neuen Sachlichkeit, der in Österreich, Deutschland und Argentinien wirkte.

## Leben und Wirken
Waloschek besuchte die Volksschule und die Bürgerschule sowie die Gewerbliche Fortbildungsschule für das Baugewerbe Wien und schloss 1916 seine Maurerlehre ab. Danach besuchte er die Baufachschule der Staatsgewerbeschule Wien I, die er 1919 mit dem Reifezeugnis abschloss. Von 1918 bis 1925 arbeitete er u. a. für die Architekten der „Wiener Siedlungsbewegung“ Siegfried Theiss, Hans Jaksch und Carl Seidl. In den Jahren 1920 und 1921 war er als Bauleiter in Leipzig tätig. Aus seiner Tätigkeit beim Österreichischen Verband für Siedlungs- und Kleingartenwesen ab Mai 1922 in Wien resultierte seine Hinwendung zum Kleinwohnungs- und Siedlungsbau. 1926 unternahm er eine Bildungsreise durch Deutschland und die Niederlande.
Ab 1927 arbeitete Waloschek in Berlin bei den Architekten Willi Ludewig und Ernst Bodien der DEWOG (Deutsche Wohnungsfürsorge-Aktiengesellschaft für Beamte, Angestellte und Arbeiter), die 1924 von Martin Wagner gegründet worden war. Im Jahr 1928 gründete er in Dresden die GEWOG (Gemeinnützige Wohnungs- und Heimstättengesellschaft für Arbeiter, Angestellte und Beamte), eine Tochtergesellschaft der DEWOG. Er wurde technischer Leiter und Architekt der GEWOG, als Geschäftsführer der GEWOG fungierte Richard Rösch. Ziel dieser Wohnungsbaugesellschaft war die Errichtung von Siedlungsanlagen in Dresden u. a. der Großsiedlung Trachau. Waloschek wohnte mit seiner Familie ab Mai 1930 in der Siedlung Trachau, Kirchhoffstraße 2 (jetzt Richard-Rösch-Straße 2). Er war seit 1933 Mitglied im Deutschen Werkbund.
Nach der Machtergreifung der Nationalsozialisten erfolgte 1933 die Enteignung der gewerkschaftsnahen GEWOG. Nachdem sein Antrag auf Einbürgerung durch die Behörden abgelehnt worden war, ging seine Familie zurück nach Wien. Er selbst floh am 7. Dezember 1933 nach Wien, wanderte aber 1936 nach Buenos Aires aus. 1959 kehrte er nach Deutschland zurück und arbeitete wieder als Architekt bei der Nachfolgegesellschaft der GEWOG, dem gewerkschaftseigenen Wohnungsunternehmen Neue Heimat in Hamburg. Von 1962 bis 1965 war er in Peru und Brasilien tätig.
Hans Waloschek war in den 1920er und 1930er Jahren bei seinen Projekten ein Verfechter des Flachdachs (z. B. Siedlung Trachau), in seinen späteren Jahren hat er diese Auffassung zugunsten des Steildachs revidiert, weil Flachdächer stets gewartet oder repariert werden müssen.
Hans Waloschek starb am 28. Oktober 1985 und wurde am 8. November 1985 auf dem Wiener Zentralfriedhof (Urnenhain, Simmeringer Hauptstraße 337, Abteilung E13, Gruppe 1, Nummer 710) bestattet.
Sein Sohn ist der Physiker Pedro Waloschek (1929–2012), der über die Arbeiten seines Vaters zahlreiche Veröffentlichungen herausgegeben hat. Seine in Wien und Argentinien lebende Tochter Jutta Maria Waloschek (* 1931 in Dresden) ist Malerin und Textilkünstlerin.

## Bauten
- Teile der Großsiedlung Dresden-Trachau an der Carl-Zeiß-Straße, Fraunhoferstraße und Kirchhoffstraße (1929–1932; unter Denkmalschutz)[9][10]
- Siedlungshäuser der Siedlergemeinschaft Sonnenlehne e. V. des Allgemeinen Sächsischen Siedlerverbands (ASSV) in Dresden-Trachau, Schützenhofstraße (1929–1930, unter Denkmalschutz)
- Siedlungshäuser in Dresden-Coschütz, Kohlenstraße 51 bis 73, Poisenweg 1 bis 12 und Cunnersdorfer Straße 8 und 10 (1928–1929, Kriegsheimstättenverein Coschütz)
- Siedlungshäuser in Dresden-Naußlitz, Düsseldorfer Straße 1 bis 62, Saalhausener Straße 56, 58 und 60 und Wendel-Hipler-Straße 23 bis 29 (1928–1929)
- Siedlungshäuser in Dresden-Gittersee, Karlsruher Straße 128 und 130 (um 1930)
- Wohnhäuser in Dresden-Omsewitz, Martin-Opitz-Straße 9, 11 und 13 (1933)
- Einfamilienhaus für Kurt Schäfer in Dresden,  Alnpeckstraße 28 (1933)
- Hauszeilen der „Jahrtausendsiedlung“ in Meißen-Bohnitzsch, Dieraer Weg 1 bis 5, Großenhainer Straße 125 bis 141 und Tzschuckestraße 2 bis 12 (1929–1932, unter Denkmalschutz)
- Wohnzeilen in Riesa, Steinstraße und Heinrich-Heine-Straße
- Volkshaus und Wohnzeile in Riesa, Rudolf-Breitscheid-Straße 33 und Hans-Waloschek-Weg 2 bis 10 (1930, unter Denkmalschutz)
- Volkshaus Schönheide (Erzgeb.), Obere Straße 8 (1929/30)
- DEWOG/MIWOG-Häuser in Dessau in der Bauhaussiedlung Törten, Heidestraße 213 bis 283 (1930–1931, mit Richard Paulick),[11] Flachdächer wegen Problemen bei der Entwässerung 1934 durch Steildächer ersetzt.[12]
- Industriebauten, Siedlungsanlagen und Einfamilienhäuser in Argentinien (1937–1959)[4]
- Siedlungsbau in Brasilien (Siedlungsgenossenschaft Pindorama) (1964/65)[4]

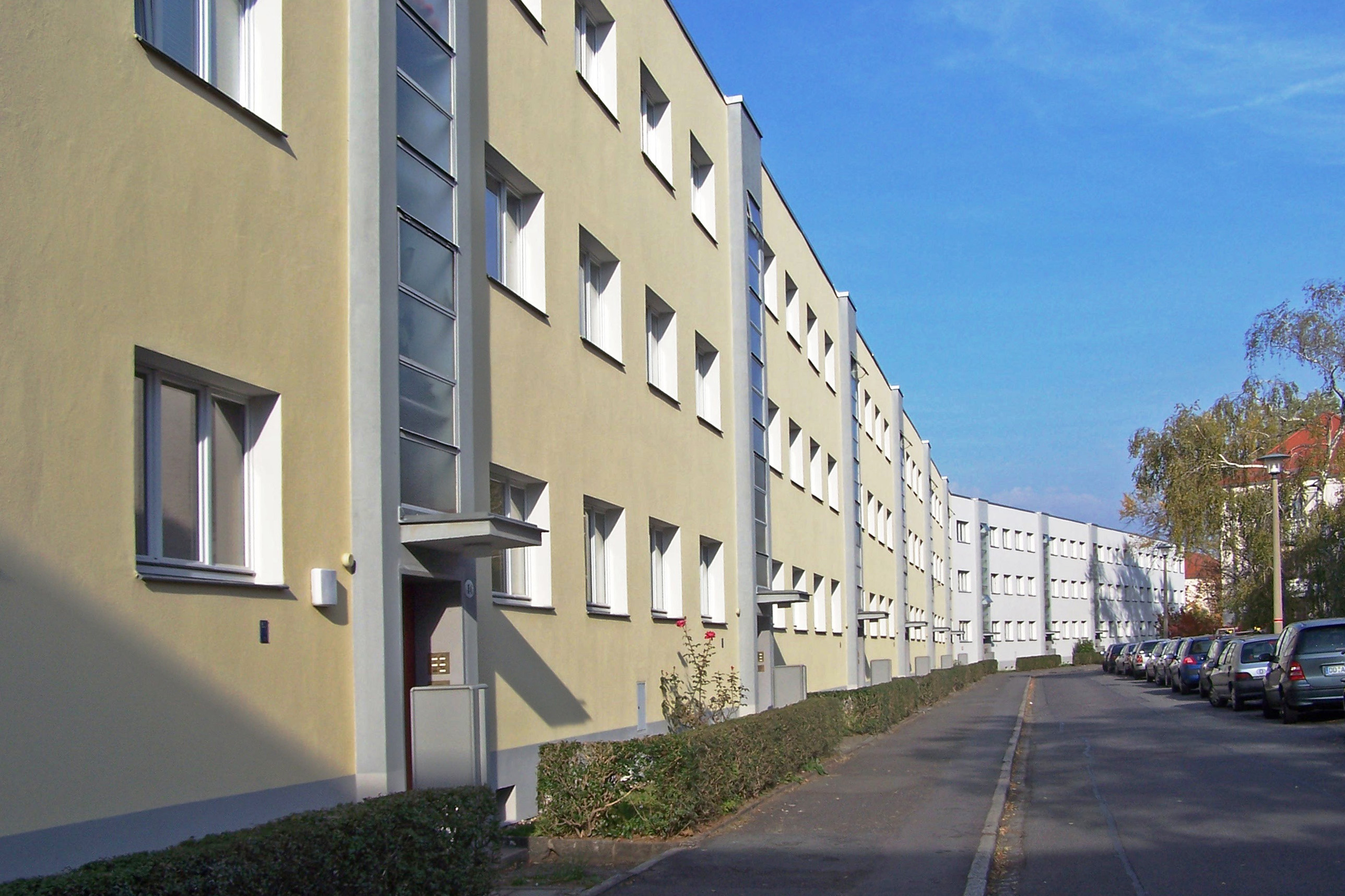
Häuserzeile in der Großsiedlung Dresden-Trachau
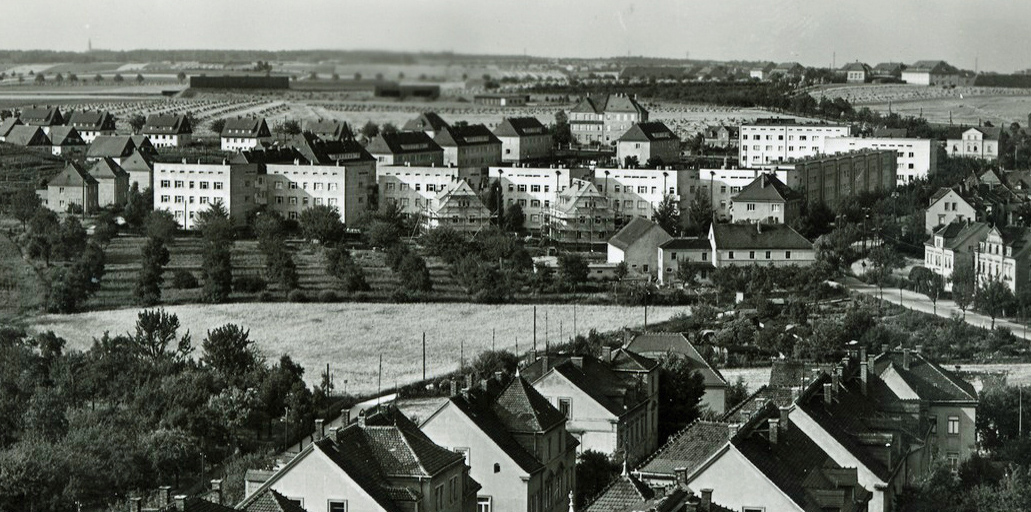
Blick auf die Jahrtausendsiedlung in Meißen-Bohnitzsch
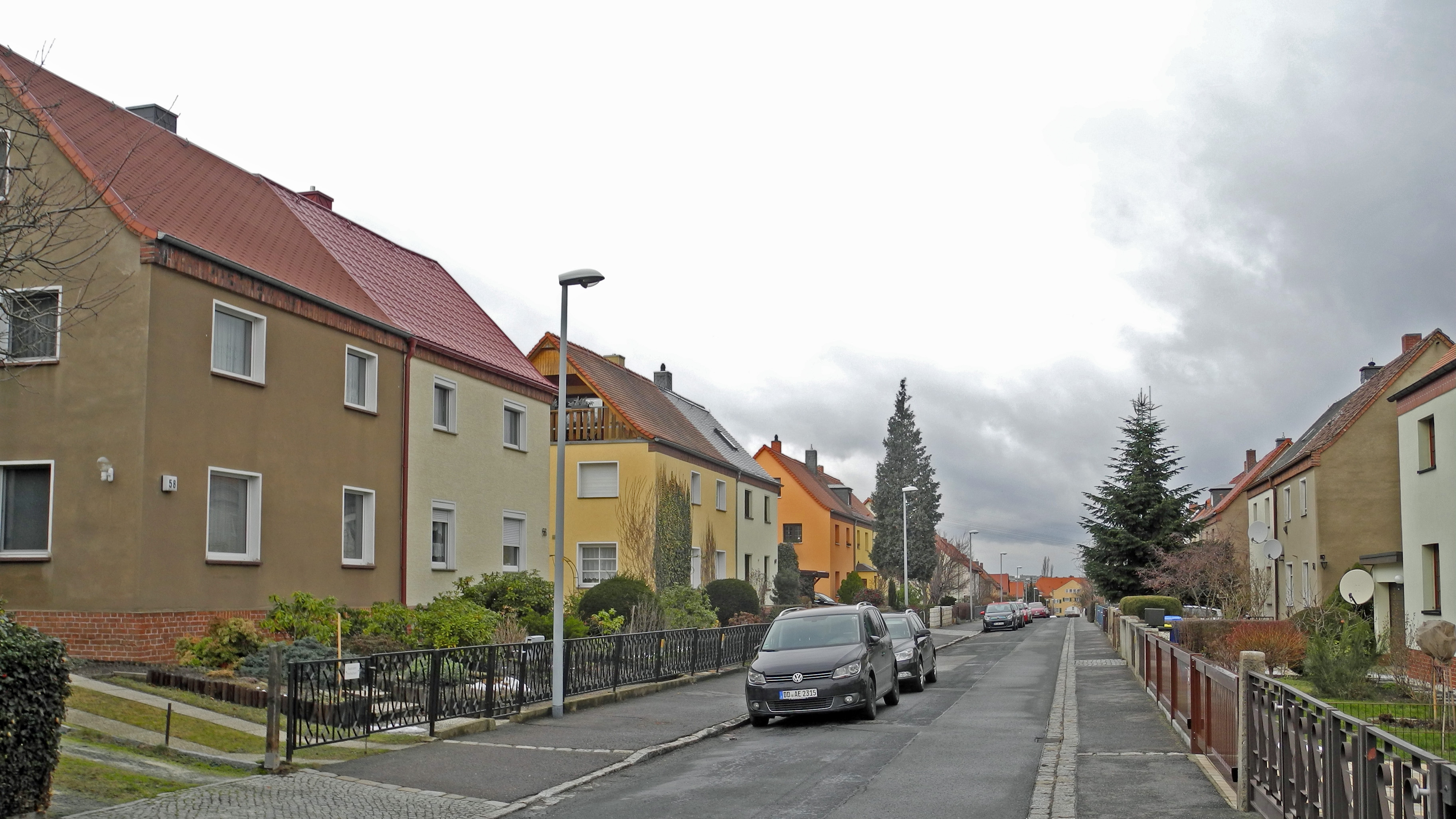
Siedlungshäuser in Dresden-Naußlitz, Düsseldorfer Straße
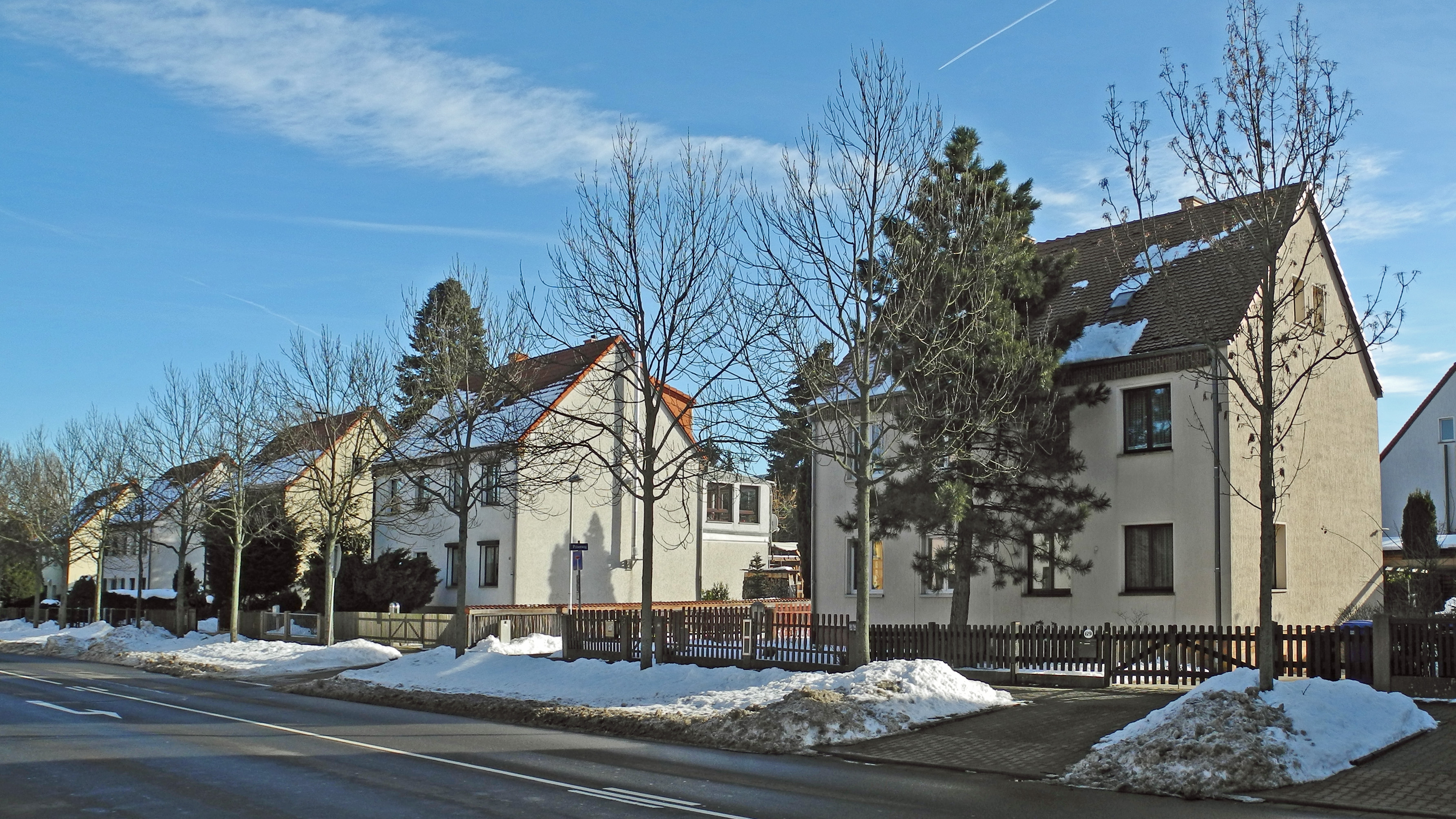
Doppelhäuser in Dresden-Coschütz, Kohlenstraße
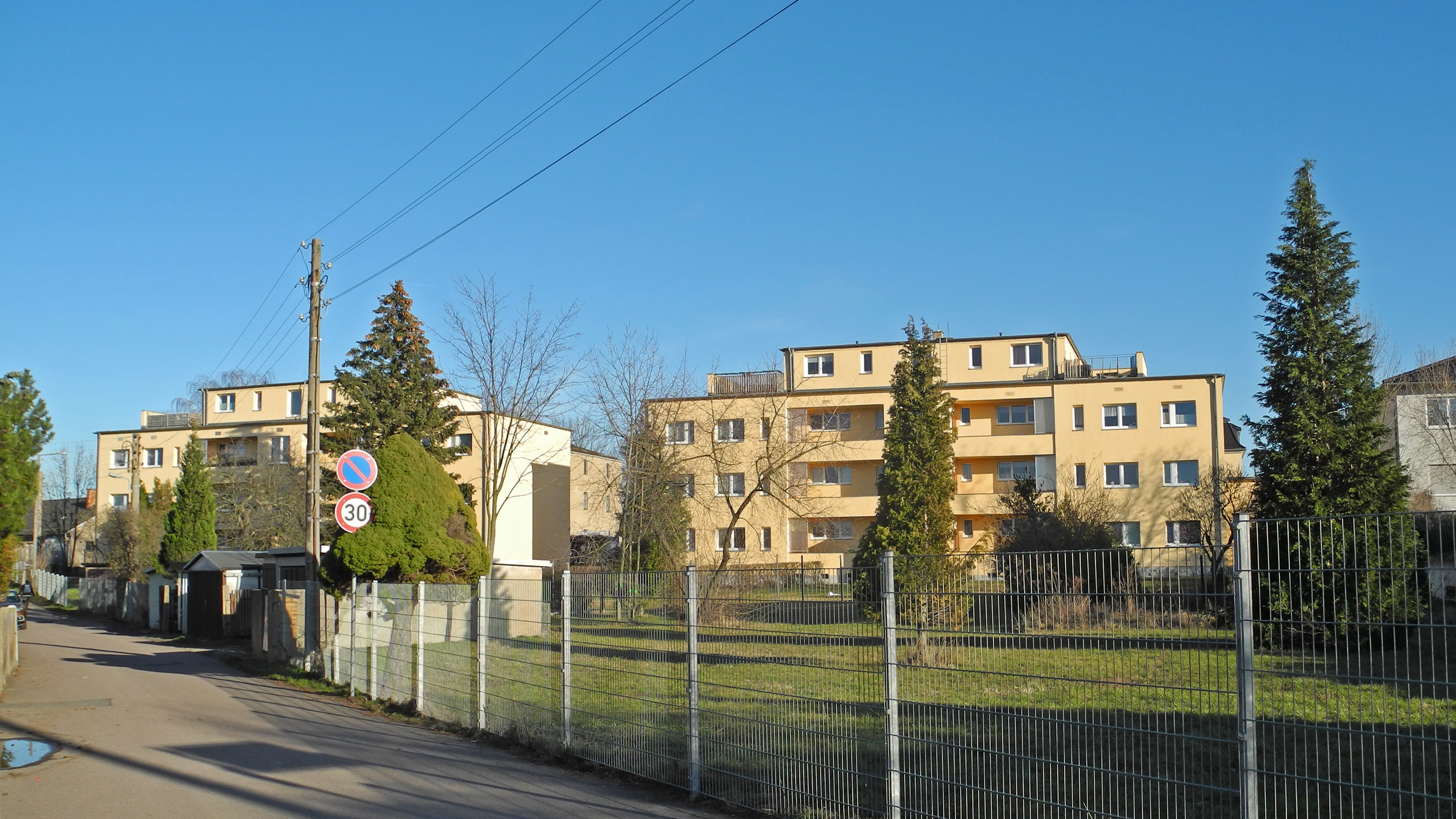
Zwei Wohnblocks in Dresden-Gittersee, Karlsruher Straße
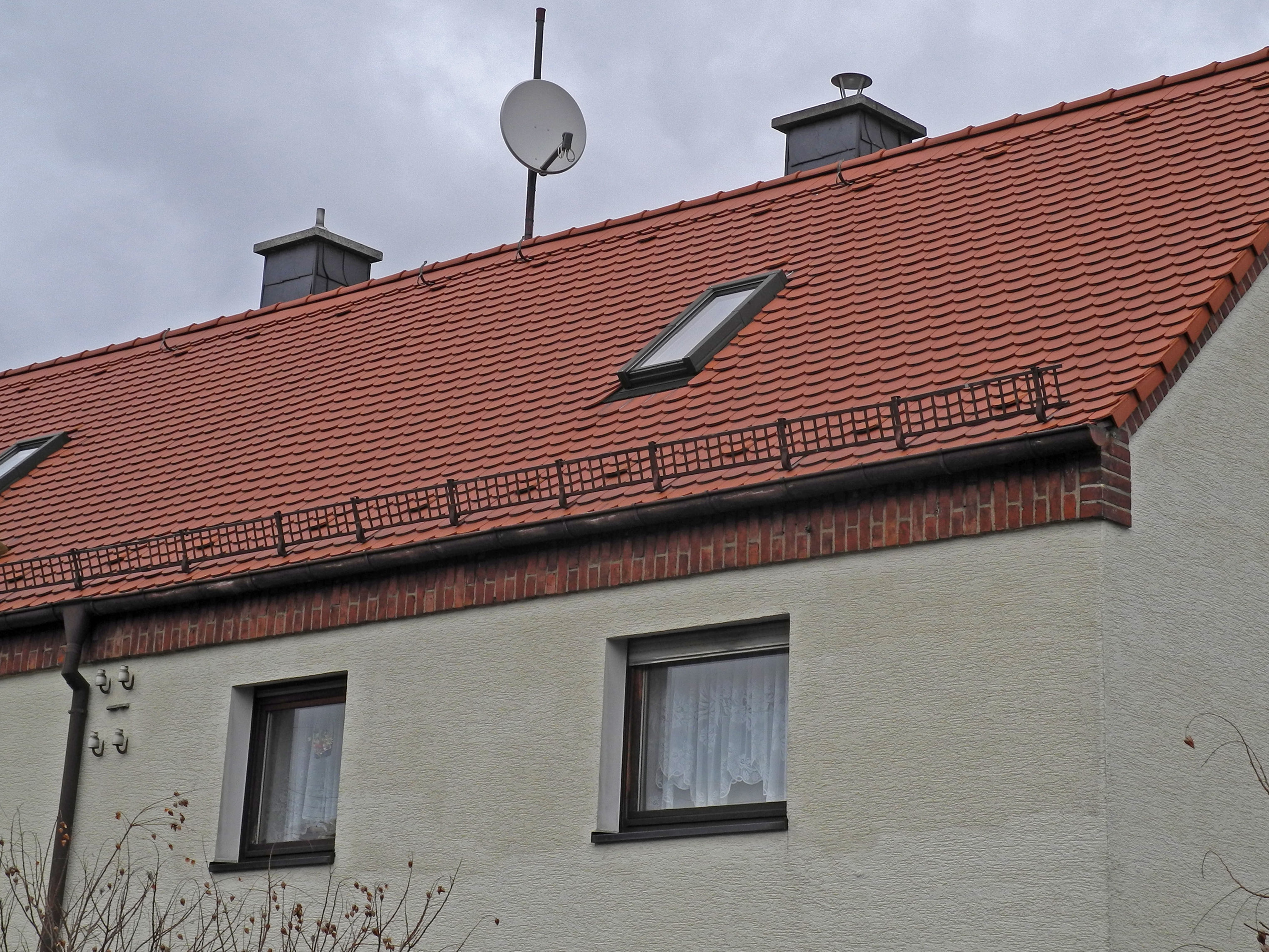
Waloschek-Haus mit typischem Backstein-Sims